# Nick Bakker
Nick Bakker (Groningen, 21 juli 1992) is een Nederlands voormalig voetballer die doorgaans als verdediger speelde. 

## Clubcarrière

### FC Groningen
Bakker speelde tot 2003 in de jeugd bij VV Potetos, voor hij aansloot in de jeugdopleiding van FC Groningen. Na bijna tien jaar in de jeugd maakte hij op 19 februari 2012 hij zijn debuut voor FC Groningen door in te vallen in de wedstrijd tegen PSV. Het was zijn enige wedstrijd dat seizoen. In april 2013 scheurde Bakker zijn kruisband, waardoor hij de rest van het seizoen moest missen. Hij speelde dat seizoen vijf wedstrijden voor Groningen, maar kwam daarna de volgende drie seizoenen niet één keer in actie voor het eerste elftal van Groningen. In de zomer van 2016 vertrok hij.

### FC Emmen
Bakker tekende in de zomer van 2016 bij FC Emmen. Na zeven competitiewedstrijden zonder debuut, speelde hij op 23 september tegen FC Den Bosch zijn eerste wedstrijd voor Emmen en zijn eerste professionele wedstrijd in drieënhalf jaar. Op 6 februari 2017 maakte hij tegen Almere City zijn eerste doelpunt voor de club en in het betaald voetbal. Op 28 april scoorde hij tweemaal tegen FC Dordrecht. Emmen werd dat seizoen negende, maar werd in de tweede ronde van de play-offs om promotie uitgeschakeld door N.E.C.
Het jaar erop promoveerde FC Emmen wel naar de Eredivisie, voor het eerst in de clubgeschiedenis. Emmen werd zevende in de reguliere competitie, maar versloeg in de play-offs achtereenvolgens N.E.C. en Sparta Rotterdam. Bakker miste slechts één wedstrijd het hele seizoen en speelde afwisselend als centrale verdediger en linksback. 
Op 12 augustus 2018 stond Bakker in de basis tijdens de eerste Eredivisiewedstrijd uit de clubgeschiedenis van Emmen, tegen ADO Den Haag (2-1 gewonnen). Een week later scoorde hij tegen AZ zijn eerste doelpunt in de Eredivisie. Op de laatste speelronde was Bakker tegen uitgerekend zijn oude club FC Groningen voor het eerst aanvoerder van FC Emmen, dat overeind bleef in zijn eerste seizoen Eredivisie en veertiende eindigde. In september 2019 scheurde Bakker zijn kruisband, waardoor hij de rest van het seizoen geblesseerd moest toekijken. Op 13 september 2020, bijna een volledig jaar na zijn laatste wedstrijd, maakte Bakker zijn rentree. Dat seizoen eindigde FC Emmen als zestiende, waarna FC Emmen in de play-offs verloor van NAC Breda en na drie seizoenen weer degradeerde. Bakker vertrok daarop bij FC Emmen, waar hij tot 144 wedstrijden, tien goals en drie assists kwam.

### SC Heerenveen
In september 2021 maakte transfervrij de overstap naar sc Heerenveen, om zo in het hoge noorden te blijven voetballen. Hij maakte op 16 oktober na vijf wedstrijden zonder speelminuten zijn debuut voor Heerenveen in de 0-2 nederlaag tegen Ajax. Op 21 november was hij met zijn eerste doelpunt voor Heerenveen matchwinner tegen Willem II (2-1 overwinning). Hij speelde 21 wedstrijden in zijn enige seizoen voor SC Heerenveen, waarmee hij achtste eindigde in de Eredivisie. In augustus 2022 ging Bakker naar Saoedi-Arabië om voor Al-Arabi op het tweede niveau te gaan spelen. Zonder inzet werd zijn contract op 8 september alweer ontbonden. 

### FC Groningen
Na een jaar zonder club begon Bakker aan het begin van het seizoen 2023/'24 mee te trainen bij FC Groningen. Daar tekende hij in november 2023 een contract tot en met het einde van het seizoen. Op 8 december speelde hij zijn eerste wedstrijd van het seizoen en zijn eerste voor Groningen in ruim tien jaar. Hij speelde zeven wedstrijden in het seizoen en zag vanaf de bank hoe Groningen op 10 mei 2024 directe promotie afdwong door een rechtstreeks duel om plek twee met Roda JC met 2-0 te winnen. Hierna vond Bakker geen nieuwe club meer en stopte in november 2024 met profvoetbal.

## Clubstatistieken
| Seizoen        | Club           | Competitie     | Competitie | Competitie | Beker | Beker | Overig | Overig | Totaal | Totaal |
| Seizoen        | Club           | Competitie     | Wed.       | Dlp.       | Wed.  | Dlp.  | Wed.   | Dlp.   | Wed.   | Dlp.   |
| -------------- | -------------- | -------------- | ---------- | ---------- | ----- | ----- | ------ | ------ | ------ | ------ |
| 2011/12        | FC Groningen   | Eredivisie     | 1          | 0          | 0     | 0     | –      | –      | 1      | 0      |
| 2012/13        | FC Groningen   | Eredivisie     | 5          | 0          | 0     | 0     | –      | –      | 5      | 0      |
| 2013/14        | FC Groningen   | Eredivisie     | 0          | 0          | 0     | 0     | –      | –      | 0      | 0      |
| 2014/15        | FC Groningen   | Eredivisie     | 0          | 0          | 0     | 0     | –      | –      | 0      | 0      |
| 2015/16        | FC Groningen   | Eredivisie     | 0          | 0          | 0     | 0     | –      | –      | 0      | 0      |
| 2016/17        | FC Emmen       | Eerste divisie | 26         | 2          | 1     | 0     | 2      | 0      | 29     | 2      |
| 2017/18        | FC Emmen       | Eerste divisie | 37         | 3          | 1     | 0     | 4      | 1      | 42     | 4      |
| 2018/19        | FC Emmen       | Eredivisie     | 33         | 1          | 2     | 0     | –      | –      | 35     | 1      |
| 2019/20        | FC Emmen       | Eredivisie     | 8          | 1          | 0     | 0     | –      | –      | 8      | 1      |
| 2020/21        | FC Emmen       | Eredivisie     | 28         | 1          | 1     | 0     | 1      | 0      | 30     | 1      |
| 2021/22        | SC Heerenveen  | Eredivisie     | 19         | 2          | 2     | 0     | –      | –      | 21     | 2      |
| 2022/23        | Al-Arabi       | First Division | –          | –          | –     | –     | –      | –      | 0      | 0      |
| 2023/24        | FC Groningen   | Eerste divisie | 3          | 0          | 4     | 0     | –      | –      | 7      | 0      |
| Carrièretotaal | Carrièretotaal | Carrièretotaal | 160        | 10         | 11    | 0     | 7      | 1      | 178    | 11     |

## Internationaal
Op 6 februari 2013 speelde hij een wedstrijd in het Nederlands beloftenvoetbalelftal. 

## Erelijst

### MetFC Groningen
| Nationaal          |    |         |
| Winnaar KNVB beker | 1x | 2014/15 |